# Europaspiele 2015/Teilnehmer (Montenegro)
| Gelbes Symbol für Goldmedaillen mit stilisierten Olympischen Ringen | Graues Symbol für Silbermedaillen mit stilisierten Olympischen Ringen | Braundes Symbol für Bronzemedaillen mit stilisierten Olympischen Ringen |
| ------------------------------------------------------------------- | --------------------------------------------------------------------- | ----------------------------------------------------------------------- |
| —                                                                   | —                                                                     | 1                                                                       |

Montenegro nahm in Baku an den Europaspielen 2015 teil. Vom Crnogorski olimpijski komitet wurden 55 Athleten in acht Sportarten nominiert.

## Boxen
| Athleten        | Wettbewerb                  | 1. Runde (32er) | 1. Runde (32er) | Achtelfinale     | Achtelfinale | Viertelfinale | Viertelfinale | Halbfinale | Halbfinale | Finale | Finale   | Rang |
| Athleten        | Wettbewerb                  | Gegner          | Ergebnis        | Gegner           | Ergebnis     | Gegner        | Ergebnis      | Gegner     | Ergebnis   | Gegner | Ergebnis | Rang |
| --------------- | --------------------------- | --------------- | --------------- | ---------------- | ------------ | ------------- | ------------- | ---------- | ---------- | ------ | -------- | ---- |
| Männer          |                             |                 |                 |                  |              |               |               |            |            |        |          |      |
| Emir Šabotić    | Mittelgewicht bis 75 kg     | –               | –               | Michael O’Reilly | 0:3          | –             | –             | –          | –          | –      | –        |      |
| Boško Drašković | Halbschwergewicht bis 81 kg | Ainar Karlson   | 2:1             | Igor Teziev      | 0:3          | –             | –             | –          | –          | –      | –        |      |

## Judo
| Athleten         | Wettbewerb       | 1. Runde     | 1. Runde  | 2. Runde        | 2. Runde | Achtelfinale  | Achtelfinale | Viertelfinale    | Viertelfinale | Hoffnungsrunde Halbfinale | Hoffnungsrunde Halbfinale | Halbfinale | Halbfinale | Hoffnungsrunde Finale | Hoffnungsrunde Finale | Finale / Kampf um Bronze | Finale / Kampf um Bronze | Rang |
| Athleten         | Wettbewerb       | Gegner       | Ergebnis  | Gegner          | Ergebnis | Gegner        | Ergebnis     | Gegner           | Ergebnis      | Gegner                    | Ergebnis                  | Gegner     | Ergebnis   | Gegner                | Ergebnis              | Gegner                   | Ergebnis                 | Rang |
| ---------------- | ---------------- | ------------ | --------- | --------------- | -------- | ------------- | ------------ | ---------------- | ------------- | ------------------------- | ------------------------- | ---------- | ---------- | --------------------- | --------------------- | ------------------------ | ------------------------ | ---- |
| Frauen           |                  |              |           |                 |          |               |              |                  |               |                           |                           |            |            |                       |                       |                          |                          |      |
| Tanja Bozovic    | Klasse bis 57 kg | –            | –         | Camila Minakawa | 000-100  | –             | –            | –                | –             | –                         | –                         | –          | –          | –                     | –                     | –                        | –                        |      |
| Männer           |                  |              |           |                 |          |               |              |                  |               |                           |                           |            |            |                       |                       |                          |                          |      |
| Nikola Gusic     | Klasse bis 73 kg | Akil Gjakova | 100-000   | Cedric Bessi    | 100-010  | Jaromír Ježek | 1011-0021    | Dirk van Tichelt | 0001-1001     | Rok Drakšič               | 000-101                   | –          | –          | –                     | –                     | –                        | –                        |      |
| Srđan Mrvaljević | Klasse bis 81 kg | Owen Livesey | 0003-1002 | –               | –        | –             | –            | –                | –             | –                         | –                         | –          | –          | –                     | –                     | –                        | –                        |      |

## Karate
| Athleten       | Wettbewerb       | Gruppenphase                                          | Gruppenphase | Halbfinale     | Halbfinale | Finale/Kampf um Bronze | Finale/Kampf um Bronze | Rang   |
| Athleten       | Wettbewerb       | Gegner                                                | Ergebnis     | Gegner         | Ergebnis   | Gegner                 | Ergebnis               | Rang   |
| -------------- | ---------------- | ----------------------------------------------------- | ------------ | -------------- | ---------- | ---------------------- | ---------------------- | ------ |
| Frauen         |                  |                                                       |              |                |            |                        |                        |        |
| Marina Raković | Kumite bis 68 kg | Hafsa Şeyda Burucu Telma Frímannsdóttir Elena Quirici | 0:0 2:0 1:0  | Irina Zaretska | 0:1        | Elena Quirici          | 4:0                    | Bronze |

## Leichtathletik
| Athleten                                                       | Wettbewerb       | Finale               | Finale               | Finale               |
| Athleten                                                       | Wettbewerb       | Zeit/Weite           | Rang                 | Punkte               |
| -------------------------------------------------------------- | ---------------- | -------------------- | -------------------- | -------------------- |
| Frauen                                                         |                  |                      |                      |                      |
| Kristina Dubak                                                 | 100 m            | 12,77 s              | 12                   | 3                    |
| Kristina Dubak                                                 | 200 m            | 26,25 s              | 12                   | 3                    |
| Ivana Šindić                                                   | 400 m            | 1:04,38 min          | 13                   | 2                    |
| Jovana Đurović                                                 | 800 m            | 2:29,07 min          | 12                   |                      |
| Lidija Todorović                                               | 1500 m           | 5:03,39 min          | 12                   | 3                    |
| Slađana Perunović                                              | 3000 m           | 9:58,75 min          | 6                    | 9                    |
| Slađana Perunović                                              | 5000 m           | 17:43,40 min         | 7                    | 8                    |
| Lidija Todorović                                               | 3000 m Hindernis | 12:28,10 min         | 10                   | 5                    |
| Ljiljana Matović                                               | 100 m Hürden     | 16,90 s              | 9                    | 6                    |
| Ana Mrvaljevic                                                 | 400 m Hürden     | 1:08,48 min          | 11                   | 4                    |
| Kristina Dubak Ljiljana Matović Ana Mrvaljevic Ivana Šindić    | 4 × 100 m        | 51,17 s              | 9                    | 6                    |
| Ana Mrvaljevic Slađana Perunović Ivana Šindić Lidija Todorović | 4 × 400 m        | disqualifiziert      | disqualifiziert      | disqualifiziert      |
| Marija Vuković                                                 | Hochsprung       | 1,86 m               | 1                    | 14                   |
| Ljiljana Matović                                               | Weitsprung       | 5,30 m               | 10                   | 5                    |
| Ljiljana Matović                                               | Dreisprung       | 11,37 m              | 10                   | 5                    |
| Kristina Rakočević                                             | Kugelstoßen      | 14,85 m              | 1                    | 14                   |
| Kristina Rakočević                                             | Diskuswurf       | 53,91 m              | 2                    | 13                   |
| Milica Vukadinovic                                             | Hammerwurf       | 36,21 m              | 9                    | 6                    |
| Marija Bogavac                                                 | Speerwurf        | 44,54 m              | 5                    | 10                   |
| Männer                                                         |                  |                      |                      |                      |
| Luka Rakić                                                     | 100 m            | 10,79 s              | 6                    | 9                    |
| Luka Rakić                                                     | 200 m            | 21,44 s              | 4                    | 11                   |
| Šćepan Ćetković                                                | 400 m            | 49,48 s              | 11                   | 4                    |
| Goran Ivanovic                                                 | 800 m            | 1:58,74 min          | 13                   | 2                    |
| Goran Ivanovic                                                 | 1500 m           | 4:03,00 min          | 9                    | 6                    |
| Marko Durovic                                                  | 3000 m           | 10:14,35 min         | 14                   | 1                    |
| Dragoljub Koprivica                                            | 5000 m           | 16:17,57 min         | 12                   | 3                    |
| Goran Petrić                                                   | 3000 m Hindernis | 11:10,32 min         | 13                   | 2                    |
| Darko Pešić                                                    | 110 m Hürden     | Rennen nicht beendet | Rennen nicht beendet | Rennen nicht beendet |
| Dragan Pešić                                                   | 400 m Hürden     | 55,91 s              | 9                    | 6                    |
| Šćepan Ćetković Blagota Petričević Luka Rakić Bogić Vojvodić   | 4 × 100 m        | 41,12 s              | 4                    | 11                   |
| Šćepan Ćetković Srdan Maric Milan Nikolić Dragan Pešić         | 4 × 400 m        | 3:19,87 min          | 8                    | 7                    |
| Dragan Pešić                                                   | Hochsprung       | 1,75 m               | 10                   | 4                    |
| Darko Pešić                                                    | Stabhochsprung   | 4,35 m               | 7                    | 8                    |
| Darko Pešić                                                    | Weitsprung       | 6,94 m               | 8                    | 7                    |
| Blagota Petričević                                             | Dreisprung       | 13,88 m              | 9                    | 6                    |
| Tomáš Ďurovič                                                  | Kugelstoßen      | 17,57 m              | 6                    | 9                    |
| Tomáš Ďurovič                                                  | Diskuswurf       | 49,42 m              | 5                    | 10                   |
| Borko Poznanovic                                               | Hammerwurf       | 38,22 m              | 9                    | 6                    |
| Nikola Zindovic                                                | Speerwurf        | 58,59 m              | 9                    | 6                    |

Endplatzierung
| Team       | Wettkampf  | Finale | Finale |
| Team       | Wettkampf  | Punkte | Rang   |
| ---------- | ---------- | ------ | ------ |
| Montenegro | Mixed Team | 237    | 10     |

## Radsport

### Mountainbike
| Athleten    | Wettbewerb    | Zeit (h)   | Rang       |
| ----------- | ------------- | ---------- | ---------- |
| Männer      |               |            |            |
| Demir Mulić | Cross-Country | überrundet | überrundet |

## Schießen
| Athleten         | Klasse  | Wettbewerb         | Qualifikation   | Qualifikation | Finale          | Finale | Rang |
| Athleten         | Klasse  | Wettbewerb         | Ringe/ Scheiben | Rang          | Ringe/ Scheiben | Rang   | Rang |
| ---------------- | ------- | ------------------ | --------------- | ------------- | --------------- | ------ | ---- |
| Männer           |         |                    |                 |               |                 |        |      |
| Čedomir Knežević | Pistole | Luftpistole 10 m   | 552             | 33            | –               | –      |      |
| Čedomir Knežević | Pistole | Freie Pistole 50 m | 494             | 31            | –               | –      |      |

## Taekwondo
| Athleten       | Wettbewerb        | Achtelfinale  | Achtelfinale | Viertelfinale | Viertelfinale | Hoffnungsrunde Halbfinale | Hoffnungsrunde Halbfinale | Halbfinale | Halbfinale | Hoffnungsrunde Finale / Bronzekampf | Hoffnungsrunde Finale / Bronzekampf | Finale | Finale   | Rang |
| Athleten       | Wettbewerb        | Gegner        | Ergebnis     | Gegner        | Ergebnis      | Gegner                    | Ergebnis                  | Gegner     | Ergebnis   | Gegner                              | Ergebnis                            | Gegner | Ergebnis | Rang |
| -------------- | ----------------- | ------------- | ------------ | ------------- | ------------- | ------------------------- | ------------------------- | ---------- | ---------- | ----------------------------------- | ----------------------------------- | ------ | -------- | ---- |
| Frauen         |                   |               |              |               |               |                           |                           |            |            |                                     |                                     |        |          |      |
| Andela Popovic | Klasse über 67 kg | Milica Mandić | 1:11         | –             | –             | Rosana Simón Álamo        | 1:6                       | –          | –          | –                                   | –                                   | –      | –        |      |

## Wassersport

### Schwimmen
Hier fanden Jugendwettbewerbe statt. Bei den Frauen ist das die U17 (Jahrgang 1999) und bei den Männern die U19 (Jahrgang 1997).
| Athleten      | Wettbewerb     | Vorlauf     | Vorlauf | Halbfinale | Halbfinale | Finale | Finale | Rang |
| Athleten      | Wettbewerb     | Zeit        | Rang    | Zeit       | Rang       | Zeit   | Rang   | Rang |
| ------------- | -------------- | ----------- | ------- | ---------- | ---------- | ------ | ------ | ---- |
| Frauen        |                |             |         |            |            |        |        |      |
| Jovana Terzić | 50 m Freistil  | 27,57 s     | 43      | -          | -          | -      | -      |      |
| Jovana Terzić | 100 m Freistil | 58,87 s     | 36      | -          | -          | -      | -      |      |
| Jovana Terzić | 200 m Lagen    | 2:34,17 min | 38      | -          | -          | -      | -      |      |

### Wasserball
Hier fanden Jugendwettbewerbe statt. Bei den Wasserballteams waren das die U18-Mannschaften (Jahrgang 1998).
| Athleten | Gruppenphase                                  | Platzierungsspiele                         | Halbfinale | Finale | Platzierung |
| --- | --------------------------------------------- | ------------------------------------------ | ---------- | ------ | ----------- |
| Männer |                                               |                                            |            |        |             |
| Dusan Banicevic Nikola Brkić Branko Franeta Goran Grgurević Miloš Krivokapić Petar Mijušković Duro Radovic Ivo Radulović Nicolas Saveljić Petar Tešanović Aleksa Ukropina Vasilije Vujošević Nebojša Vučković | Griechenland 12:16 Kroatien 11:11 Türkei 11:6 | Russland 8:11 Slowakei 9:8 Frankreich 15:4 | –          | –      | 9.          |